# دانشگاه تورکو

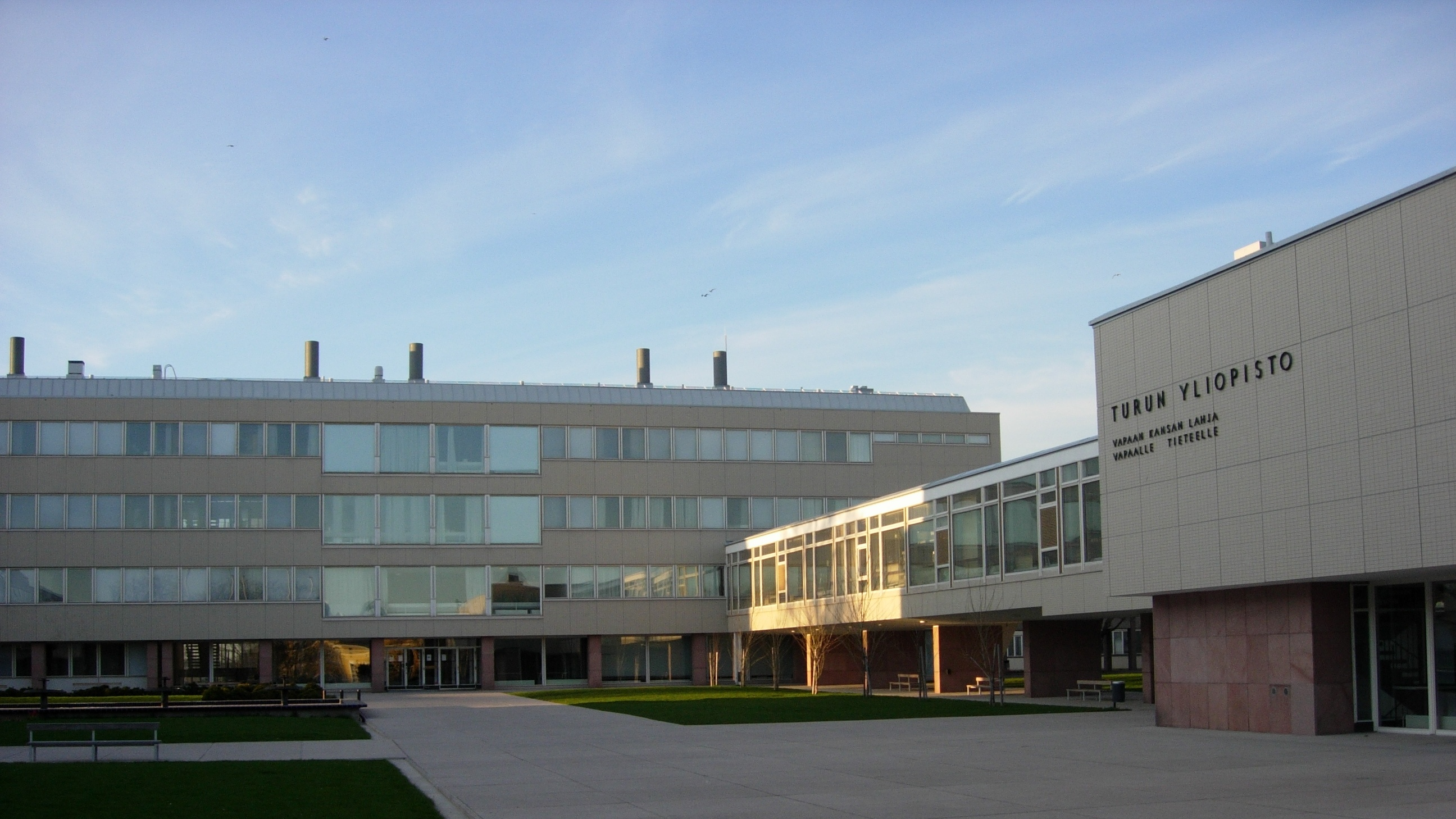
نمایی از دانشگاه تورکو در شهر تورکو، جنوب غربی فنلاند - ۲۰۰۵

دانشگاه تورکو (University of Turku) در شهر زیبا و توریستی تورکو در جنوب غربی فنلاند قرار دارد. از لحاظ ثبت نام دانشجو بعد از دانشگاه هلسینکی و دانشگاه تامپر سومین دانشگاه بزرگ فنلاند است که در سال ۱۹۲۰ تأسیس شده‌ است. این دانشگاه تقریباً ۲۰۰۰۰ دانشجو دارد، از این تعداد که شامل ۲۰۰۰ دانشجوی تحصیلات تکمیلی با بیش از ۱۰۰۰ نفر دانشجوی بین‌المللی است. بزرگترین دانشکده‌ها دانشکده علوم انسانی و دانشکده علوم و فناوری هستند. این دانشگاه فرصت‌های مطالعاتی و پژوهشی را در هفت دانشکده و هفت واحد مستقل، با نقاط قوت موضوعی در علوم انسانی، اقتصادی، پزشکی و علوم اجتماعی ارائه می‌دهد. تحقیقات در دانشگاه تورکو متنوع و بین‌المللی است، ترویج علم آزاد، مؤثر و باز و با هدف دستیابی به رشته‌های جدید بین رشته‌ای. طبق نظرسنجی‌ها، 95 درصد از فارغ‌التحصیلان دانشگاه تورکو احساس می‌کنند که تحصیلات با کیفیتی مطابق با شغلشان دریافت کرده‌اند.

## رتبه‌بندی
در رتبه‌بندی دانشگاه‌های جهان QS در سال ۲۰۲۰ دانشگاه تورکو در رده ۲۸۷دنیا و سوم فنلاند قرار گرفته‌ است. همچنین در رتبه‌بندی مؤسسه تایمز در سال ۲۰۲۰ این دانشگاه رتبه ۴۰۰–۳۵۱ را در بین دانشگاه‌های جهان از آن خود کرده‌ است.

## دانشکده‌ها
دانشکده‌های دانشگاه تورکو شامل:
- دانشکده آموزش
- دانشکده حقوق
- دانشکده علوم انسانی
- دانشکده پزشکی
- دانشکده مهندسی و علوم
- دانشکده اقتصاد
- دانشکده علوم اجتماعی